# 坂氏 (織田信長側室)
坂氏（さかし、生年不詳 - 天正11年〈1583年〉4月）は、安土桃山時代の女性。織田信長の側室。織田信孝の生母。名は不詳。

## 生涯
信長の側室となった時期、出自等は不明である。永禄元年（1558年）に信長との間に信孝を出産した（日付は4月4日とされ、熱田に住む叔父の岡本良勝の屋敷といわれる）。次男・信雄より信孝が20日早く生まれていたにもかかわらず、坂氏より信雄の母が正室的立場で、身分の差により信長への報告を遅れさせ、出生順位を置き換えられ三男扱いされたとの説もある。
永禄11年（1568年）に信孝が伊勢の神戸具盛の養子になると、それに同道した。この時に同族と思われる坂仙斎が信孝付の家臣となっている。また信孝の異父兄弟となる小島兵部少輔も家臣となった。天正8年（1580年）6月29日、朝廷から杉原紙や練香を下賜されているが、何故下賜されたのかは不明である。天正10年（1582年）6月に信長が本能寺の変で死去すると、美濃岐阜城主となった信孝に従い美濃に移った。信孝は柴田勝家と結んで羽柴秀吉と敵対し、12月に秀吉に岐阜城を攻められて降伏した際に、坂氏は信孝の娘と共に人質となった（『兼見卿記』）。
天正11年（1583年）4月、信孝が勝家と結んで再挙兵したため、秀吉により孫娘と共に磔にされた（『北畠物語』）。
坂氏は一定の政治力があり、朝廷から杉原紙などを下賜されたことに加え、秀吉の人質だった天正11年（1583年）3月5日に禁裏に蚊帳を、東宮・誠仁親王に酒と美濃紙を献上するなど、秀吉・信雄に対する朝廷工作を秘密裏に働きかけている。